# Las Bambas
Las Bambas ist ein peruanisches Kupferbergwerk. Es liegt im Distrikt Challhuahuacho der Provinz Cotabambas in der Region Apurímac in den südperuanischen Anden. Mit Ressourcen von über einer Milliarde Tonnen Kupfererz gilt die Lagerstätte als eine der größten der Welt. Täglich werden etwa 140.000 Tonnen Erz abgebaut.

## Geschichte
Mitte des Jahres 2004 vergab der peruanische Staat die Bergbauberechtigung an den Schweizer Konzern Glencore. Im Rahmen der weltweiten Beteiligung von Kartellbehörden wegen der geplanten Übernahme des Konkurrenten Xstrata durch Glencore erteilten die Wettbewerbsbehörden der Volksrepublik China im April 2013 ihre Zustimmung nur mit der Auflage, die Abbaurechte für Las Bambas zu veräußern und bis 2020 bestimmte Mengen an chinesische Kunden zu liefern. Nach Verhandlungen mit mehreren Bietern gingen die Rechte im April 2014 für 5,85 Mrd. US-Dollar an ein Konsortium aus drei chinesischen Bergbauunternehmen. Den Mehrheitsanteil am Konsortium hält mit 62,5 % die australische Minerals and Metals Group (MMG), ein Tochterunternehmen der staatlichen China Minmetals. Die weiteren Anteilseigner sind Guoxin International Investment (22,5 %) und Citic Metal (15 %). Im ersten Jahr waren Investitionen von 400 Mio. US-Dollar geplant, die bereits von den chinesischen Eignern getragen werden.
Im Januar 2016 wurde das erste Kupferkonzentrat über die Peruanische Südbahn abtransportiert. Nur wenige Wochen nach der Inbetriebnahme lief das Auffangbecken der Konzentrationsanlage über. Die Bewohner des benachbarten Dorfes Fuerabamba wehren sich seit dem Jahre 2015 gegen die Umweltzerstörung durch den Bergbau und gegen die Missachtung ihrer Rechte unter anderem durch Straßenblockaden. Die Polizei tötete drei Demonstranten, fünfzehn erlitten Schusswunden, dreißig wurden verhaftet.